# کریس کالینزورث
آنتونی کریس کالینزورث (به انگلیسی: Anthony Cris Collinsworth) (زاده ۲۷ ژانویه ۱۹۵۹) یک ورزشکار آمریکایی و بازیکن حرفه ای پیشینفوتبال آمریکایی بود که به مدت هشت دوره در لیگ ملی فوتبال (NFL) بازی می‌کرد، در دهه ۱۹۸۰ با بنگال‌های سین سیناتی شناخته شد. او برای دانشگاهی که در آن تحصیل می‌کرد فوتبال بازی می‌کرد و به عنوان یک آمریکایی شناخته شد. او در حال حاضر مجری برنامه ورزشی تلویزیونی NBC، Showtime و NFL Network و برنده ۱۵ جایزه ورزشی Emmy است. او همچنین صاحب Pro Football Focus، سرویس نظارت بر آمار ورزشی است.

## دوران کودکی
کالینزورث در دیتون، اوهایو به دنیا آمد، او پسر"آبه" کالینزورث و دونتا براونینگ کالینزورث بود. آبه، که در دبیرستان به "لینکلن" معروف شد، یکی از بهترین گلزنان تاریخ بسکتبال دبیرستان کنتاکی بود و در "Fiddling Five" کنتاکی وایلد کتس که موفق به کسب عنوان قهرمانی سال ۱۹۵۸ شد، بازی کرد. هم پدر و هم مادر کریس مربی بودند. دونتا یک معلم بود، و آبه یک معلم و مربی دبیرستان بود که بعداً مدیر و سرانجام سرپرست مدارس شهرستان بروارد شد.
خانواده کولینزورث - از جمله کریس و برادر کوچکترش در سال ۱۹۶۳، زمانی که کریس چهار ساله بود ، از اوهایو به ملبورن، فلوریدا تغییر مکان دادند. آنها در سال ۱۹۷۲ به نزدیکی تیتوسویل نقل مکان کردند در حالی که وی و برادرش در دبیرستانی با نام فضانورد تحصیل می‌کردند در حالی که پدرشان مدیر همان مدرسه بود، کریس در مسابقات مختلف ورزشی برای تیم مدرسه اش یعنی عقاب‌های فضانورد موفقیت کسب کرد و در طی سالهای ارشد خود در سال۱۹۷۶، قهرمان مسابقات ایالتی فلوریدا (FHSAA) شد و به عنوان یک مدافع دبیرستانی آمریکایی لقب گرفت..
قد و سرعت کالینزورث توجه مربیان فوتبال کالج را در سراسر جنوب جلب کرد و به او بورسیه ورزشی دانشگاه فلوریدا در گاینسویل، تعلق گرفت و او پذیرفت. کالینزورث اگرچه به عنوان اولین بازیکن خط حمله گیترز انتخاب شد، اما در اولین بازی خود یک پاس بدست آورد که برای طولانی‌ترین پاس تاچ در تاریخ NCAA باقی مانده‌است.
کالینزورث در فصل اولی که در فلوریدا بازی می‌کرد یعنی در سال ۱۹۷۷ برای به ثمر رساندن گل تلاش می‌کرد، بنابراین مربی دیکی تصمیم گرفت شیوه حمله تیم خود را از یک حمله متمرکز به یک حمله متعادل و مناسب برای برنامه سال۱۹۷۸ تغییر دهد. کالینزورث به قسمت دفاعمنتقل شد، جایی که مربی موقعیت جدید او استیو اسپوریر (مدافع استراتژیک سابق گاتور که سال اول مربیگری او بود) بود. گرچه تخلف فلوریدا برای نجات شغل دیکی یا کادر مربیگری او به اندازه کافی بهبود نیافت، کالینزورث در نقش جدید خود شکوفا شد. او در ۱۹۷۸، ۱۹۷۹ و ۱۹۸۰ به عنوان تیم اول کنفرانس All-S جنوب شرقی (SEC) انتخاب شد و در سال ۱۹۸۰ به عنوان تیم اول تمام آمریکایی و تیم اول دانشگاهی به عنوان تیم اول انتخاب شد. کالینزورث کاپیتان ارشد تیم ۱۹۸۰ گاتور بود که بزرگترین چرخش یک ساله در تاریخ فوتبال NCAA Division I را در آن زمان داشت، پس از ارسال رکورد ۰–۱۰–۱ در ۱۹۷۹، اولین بار چارلی پل به ۸–۴ رسید. به عنوان سرمربی فلوریدا. کالینزورث با انتخاب شدن به عنوان MVP کاسه نارنگی ۱۹۸۰، کار دانشگاهی خود را به پایان رساند.
کالینزورث در طول زندگی حرفه ای خود در فلوریدا، ۱۲۰ پاس برای ۱۹۳۷ گز دریافت کرد. او ۱۴ دریافت تاچ داون به دست آورد، دو مسابقه با عجله، یکی را در برگشت شروع کرد و دو پاس تاچ داون به زمین زد. او همچنین ۳۰ بار شروع برای ۷۲۶ یارد با میانگین ۲۴٫۲ یارد در هر بازگشت بازگشت. وی در سال ۱۹۸۱ با مدرک لیسانس در رشته حسابداری فارغ‌التحصیل شد و در همان سال به تالار مشاهیر دانشجویی دانشگاه فلوریدا راه یافت. وی در سال ۱۹۹۱ به عنوان «گاتور گریت» به عنوان تالار مشاهیر ورزشی دانشگاه فلوریدا معرفی شد و به عنوان بخشی از تقدیر از ۱۰۰ سال فوتبال فلوریدا در سال ۲۰۰۶، خورشید گینسویل او را به عنوان شماره ۱۲ گاتور شناخته شد بازیکن.
کالینزورث در دور دوم (در مجموع سی و هفتمین انتخاب) در پیش نویس NFL 1981 توسط سین سیناتی بنگال‌ها دعوت شد، و تمام دوران هشت ساله مسابقات لیگ برتر فوتبال را در بنگال گذراند. در اولین فصل خود، کالینزورث دریافت کننده اصلی تیم بود و رکورد امتیاز بنگالز را برای پذیرایی‌های یک تازه‌کار با ۶۷ ثبت کرد. وی چهار بار از دریافت ۱۰۰۰ یارد (در ۱۹۸۱، ۱۹۸۳، ۱۹۸۵ و ۱۹۸۶) پیشی گرفت و در سالهای ۱۹۸۱، ۱۹۸۲ و ۱۹۸۳ به Pro Bowl نامگذاری شد. در شش پا، پنج اینچ در ارتفاع، Collinsworth اغلب عدم تطابق در برابر بسیار کوچکتر ایجاد cornerbacks. علاوه بر برتری قد، کالینزورث به دلیل سرعت زیاد تهدیدی عمیق به حساب می‌آمد.
در سوپر باول شانزدهم، Collinsworth پنج پاس برای ۱۰۷ متری گرفتار، اما مرتکب سه‌ماهه دوم هزینه اشتباه زمانی که او توسط اصابت کرده بود سان فرانسیسکو تماس دفاعی اریک رایت. فوراً یک راننده تاچ تاود ۴۹ یاردی ۹۲ یاردی دنبال خواهد شد و سانفرانسیسکو ۲۶–۲۱ پیروز شد.
در سال ۱۹۸۵، کالینزورث با Tampa Bay Bandits از لیگ فوتبال ایالات متحده (USFL) قرارداد امضا کرد، اما وقتی او از نظر بدنی به دلیل بد مچ پا شکست خورد، این قرارداد باطل شد. او به بنگال بازگشت و تا پایان فصل ۱۹۸۸ برای آنها بازی کرد و در ۴۰ باند در Super Bowl XXIII، آخرین بازی حرفه ای خود، سه پاس دریافت کرد. او هشت دوره فعالیت NFL خود را با ۴۱۷ پذیرش برای ۶٬۶۹۸ یارد و ۳۶ تاچ داون در ۱۰۷ بازی به پایان رساند.
کالینزورث پس از بازنشستگی به عنوان بازیکن NFL، فعالیت پخش خود را به عنوان مجری برنامه گفتگوی رادیویی ورزشی در ایستگاه WLW سین سیناتی آغاز کرد. در ابتدا، وی مهمان مهمان باب ترمی بود (همچنین از فارغ التحصیلان بنگال)، اما با قبول پذیرفتن کارهای تلویزیونی بیشتر، برنامه را تمام وقت عهده‌دار شد. وی سپس به گزارشگری در HBO (در حال حاضر Showtime) در داخل NFL در سال ۱۹۸۹ تبدیل شد.
در سال ۱۹۹۵، او به همراه بیلی ژان کینگ، مارتینا ناوراتیلوا و باری مک کی در پخش ویدئو HBO در ویمبلدون ظاهر شد.
در سال ۱۹۹۸، کالینزورث پس از اینکه NBC حق پخش خود را به CBS از دست داد، در تیم فاکس به NFL پیوست. کالینزورث پس از چندین سال به عنوان مفسر رنگ در برنامه پیش بازی یکشنبه Fox NFL، در سال ۲۰۰۲ به تیم پخش بازی‌های اصلی شبکه (تیم با جو باک و تروی آیکمن) منصوب شد. وی سه سال بعد در پخش تلویزیونی فاکس در Super Bowl XXXIX کار کرد. کالینزورث همچنین در مدت اقامت خود در فاکس مجری برنامه تلویزیونی Guinness World Records Primetime بود.
در سال ۲۰۰۶، کالینزورث در فصل فوتبال در سه شبکه قابل مشاهده بود. وی علاوه بر میزبانی مشترک در داخل NFL در HBO، به NBC به عنوان تحلیلگر استودیو برای پوشش یکشنبه شب NFL آن شبکه بازگشت و تفسیرهای رنگی را در مورد شبکه NFL انجام داد. او همچنین به عنوان مفسر رنگ در بازی‌های شب پنجشنبه شبکه NFL (و یک بازی شنبه شب) در کنار مرد بازی برایان گامبل و باب پاپا خدمت کرد.
در پخش NBC از بازی‌های المپیک تابستانی ۲۰۰۸ در پکن، کالینزورث در کنار باب کاستاس به عنوان مفسر در موارد مختلف ظاهر شد. کالینزورث و کاستاس بار دیگر در جریان بازی‌های المپیک زمستانی ۲۰۱۰ در ونکوور کانادا با هم جفت شدند. او همچنین هنگام حضور در خانه جدید خود در Showtime به کار خود در Inside NFL ادامه داد.
کالینزورث همچنین مفسر رنگ Madden NFL 09 و Madden NFL 10 با تام هاموند و همچنین Madden NFL 11 و Madden NFL 12 با گاس جانسون است.
در سال ۲۰۰۹، کالینزورث نقش مفسر رنگی را که توسط جان مادن در یکشنبه شب فوتبال NBC خالی شد، پر کرد و از سال ۲۰۲۰ در دوازدهمین دوره پخش تلویزیونی پر مخاطب خود است.
کالینزورث در هیئت انتخاب کنندگان جوایز جفرسون برای خدمات عمومی است.
کالینزورث مفسر رنگ Super Bowl LII بود، جایی که او به دلیل اظهار نظر مغرضانه ای که از New England Patriotها داشت، با واکنش شدید مواجه شد. کالینزورث در مورد دو وضعیتی که منجر به بازبینی مجدد شد، گفت که هر دو با وجود ایستادن واژگون می‌شوند. او پس از عدم توجه به عقب عقب Philadelphia Eagles ، زاک ارتز به عنوان یک دونده تبدیل شد، مورد انتقاد قرار گرفت. او همچنین گفت که از بررسی‌های تکراری منصرف شد. هواداران از اظهار نظر وی کمتر خوشحال شدند. چند روز بعد، آل مایکلز از کالینزورث دفاع کرد و گفت که این قوانین مقصر هستند و نه کالینزورث.
کالینزورث در آوریل ۱۹۹۸ به عنوان «تحلیلگر برجسته استودیو» و دومین بار در سال ۱۹۹۹ جایزه امی را دریافت کرد. در سال ۲۰۰۱، وی به تالار مشاهیر دانشگاهی در سراسر آمریکا راه یافت. وی همچنین با سومین و چهارمین دوره جوایز ورزشی امی در سال‌های ۲۰۰۳ و ۲۰۰۴ به عنوان «شخصیت برجسته ورزشی / تحلیلگر استودیو» شناخته شد. در ماه مه ۲۰۰۶، وی برای کار در HBO پنجمین جایزه Emmy را دوباره در گروه «شخصیت برجسته ورزشی / استودیو آنالیز» اضافه کرد. کالینزورث به عنوان خبرنگار پوشش خبری المپیک تابستانی ۲۰۰۸ در NBC Sports خدمت کرده‌است.

## زندگی شخصی
کالینزورث در سال ۱۹۹۱ موفق به اخذ مدرک دکترای جوریس از کالج حقوق دانشگاه سینسیناتی شد. او به همراه همسرش، هالی (بانکمپر) کولینزورث، وکیل، و چهار فرزندشان در فورت توماس ، کنتاکی زندگی می‌کند. پسرش آستین کالینزورث بازیکن سابق فوتبال و کاپیتان تیم در دانشگاه نوتردام است. پسر دیگر، جک، نیز در نوتردام حضور یافت و قبل از پیوستن به پدرش در NBC، گزارشگر ویژگی‌های ESPN در یکشنبه NFL شمارش معکوس بود، جایی که او با مایک تیریکو و لیام مک هوگ به عنوان میزبان شب فوتبال در آمریکا جایگزین شد.
در ۱۲ مارس ۲۰۱۱، گزارش شد که کالینزورث در میان ۸۳ نفری است که از رستوران جف روبی در Waterfront در کاوینگتون ، کنتاکی نجات یافت، هنگامی که رستوران شناور از لبه‌های خود جدا شد و شروع به رانش کردن در رودخانه اوهایو کرد، اما توسط پل برنت اسپنس که اوهایو را به کنتاکی متصل می‌کند. کالینزورث یک استیک نیز دارد که توسط همین رستوران به نام وی تهیه شده‌است.